# Chasing the Sun (chanson de Wanted)
Pour les articles homonymes, voir Chasing the Sun.
Singles de The Wanted
Warzone
(2011)
Pistes de The Wanted (EP)
Glad You Came
(1) All Time Low
(3)
Chasing the Sun est une chanson du groupe de boys band britannique The Wanted sortie le 17 avril 2012 sous le label Island Records. 3e single extrait de leur EP du éponyme The Wanted (2012), la chanson est écrite par Alex Smith et le rappeur Example. Chasing the Sun est produit par Alex Smith. La chanson est l'une des chansons thème du film L'Âge de glace 4 (2012). Il s'agit en réalité d'un plagiat du thème principal de Morrowind

## Liste des pistes
- Téléchargement digital[2]

1. Chasing the Sun – 3:14
2. Chasing the Sun (Tantrum Desire Remix) – 5:22
3. Chasing the Sun (Hardwell Remix) - 4:57
4. Fix You (Live) – 3:29
5. 'Glad You Came (Live) – 3:22

- CD single en Allemagne[3]

1. Chasing the Sun (2012 Remaster)
2. Fix You (Live at  the O2 Arena 2012)

## Crédits et personnel
Enregistrement
- Enregistré au studios Metrophonic, Londres, Angleterre
- Mixé à Mixsuite, Los Angeles, États-Unis

Personnel
- Alex Smith – parolier, producteur, enregistrement, keyboards, programming
- Elliot Gleave – parolier
- Mark "Spike" Stent – mixer
- Matty Green – assistant mixer
- Tom Coyne – mastering

## Classement et certification
| Classement (2012)                | Meilleure position |
| -------------------------------- | ------------------ |
| Australie (ARIA)                 | 18                 |
| Autriche (Ö3 Austria Top 40)     | 5                  |
| Belgique (Flandre Ultratip 100)  | 7                  |
| Belgique (Wallonie Ultratip 50)  | 5                  |
| Canada (Canadian Hot 100)        | 18                 |
| France (SNEP)                    | 145                |
| Allemagne (Media Control AG)     | 17                 |
| Hongrie (Rádiós Top 40)          | 32                 |
| Irlande (IRMA)                   | 4                  |
| Pays-Bas (Nederlandse Top 40)    | 86                 |
| Nouvelle-Zélande (RMNZ)          | 18                 |
| Pologne (ZPAV)                   | 5                  |
| Écosse (OCC)                     | 1                  |
| Espagne (PROMUSICAE)             | 33                 |
| Suisse (Schweizer Hitparade)     | 49                 |
| Royaume-Uni (UK Singles Chart)   | 2                  |
| États-Unis Hot 100               | 51                 |
| États-Unis Pop Songs (Billboard) | 17                 |
| États-Unis Hot Dance Club Songs  | 1                  |

| Pays             | Organisme | Certification | Ventes  |
| ---------------- | --------- | ------------- | ------- |
| Australie        | ARIA      | Platine       | 70 000  |
| Norvège          | IFPI      | Or            | 5 000   |
| Nouvelle-Zélande | RIANZ     | Or            | 7 500   |
| États-Unis       | RIAA      | Or            | 500 000 |

## Historique de sortie
| Pays             | Date            | Format                   | Label                                  |
| ---------------- | --------------- | ------------------------ | -------------------------------------- |
| États-Unis       | 17 avril 2012   | Téléchargement digital   | Mercury Records, Global Talent Records |
| Danemark         | 27 avril 2012   | Téléchargement digital   | Island Records, Global Talent Records  |
| Finlande         | 27 avril 2012   | Téléchargement digital   | Island Records, Global Talent Records  |
| France           | 27 avril 2012   | Téléchargement digital   | Island Records, Global Talent Records  |
| Pays-Bas         | 27 avril 2012   | Téléchargement digital   | Island Records, Global Talent Records  |
| Nouvelle-Zélande | 27 avril 2012   | Téléchargement digital   | Island Records, Global Talent Records  |
| Espagne          | 27 avril 2012   | Téléchargement digital   | Island Records, Global Talent Records  |
| Suède            | 27 avril 2012   | Téléchargement digital   | Island Records, Global Talent Records  |
| Suisse           | 27 avril 2012   | Téléchargement digital   | Island Records, Global Talent Records  |
| États-Unis       | 15 mai 2012     | Mainstream radio airplay | Mercury Records, Global Talent Records |
| Royaume-Uni      | 20 mai 2012     | Téléchargement digital   | Island Records, Global Talent Records  |
| Royaume-Uni      | 21 mai 2012     | CD single                | Island Records, Global Talent Records  |
| Allemagne        | 27 juillet 2012 | CD single                | Island Records, Global Talent Records  |